# 家本政明
家本政明（1973年6月2日—），出生时名为家本政明（在JFA的注册名字），又名當麻政明（在FIFA的注册名字），是一位日本职业足球裁判员。他从2008年起裁判日本J联赛，并裁判一系列国际俱乐部和国家队赛事。

## 简历
家本政明首次裁判是在2008年J联赛大宫松鼠和磐田喜悦的比赛。他也参与亚冠联赛的裁判。2011年11月12日，家本政明受邀裁判2011/12赛季英格兰足总杯第一轮布伦特福德对阵贝辛斯托克的比赛，他也因此成为英格兰足总杯历史上第一名非英国和爱尔兰国籍的裁判员。
国际比赛裁判
自2009年他裁判第一场国际比赛起，家本政明已裁判4場比賽。他迄今為止最著名的比赛是英格兰和墨西哥在2010年的友谊赛。 
| 日期           | 主队     | 客队       | 赛果  | 赛事                   |
| -------------- | -------- | ---------- | ----- | ---------------------- |
| 2009年1月14日  | 越南     | 黎巴嫩     | 3 – 1 | 2011年亚洲杯外围赛     |
| 2009年8月12日  |          | 巴拉圭     | 1 – 0 | 友谊赛                 |
| 2009年10月14日 |          | 阿曼       | 1 – 0 | 2011年亚洲杯外围赛     |
| 2010年5月25日  | 英格兰   | 墨西哥     | 3 – 1 | 友谊赛                 |
| 2010年11月17日 | 波蘭     |            | 3 – 1 | 友谊赛                 |
| 2010年12月26日 | 马来西亚 | 印度尼西亞 | 3 – 0 | 2010年东南亚足球锦标赛 |